# Urgull

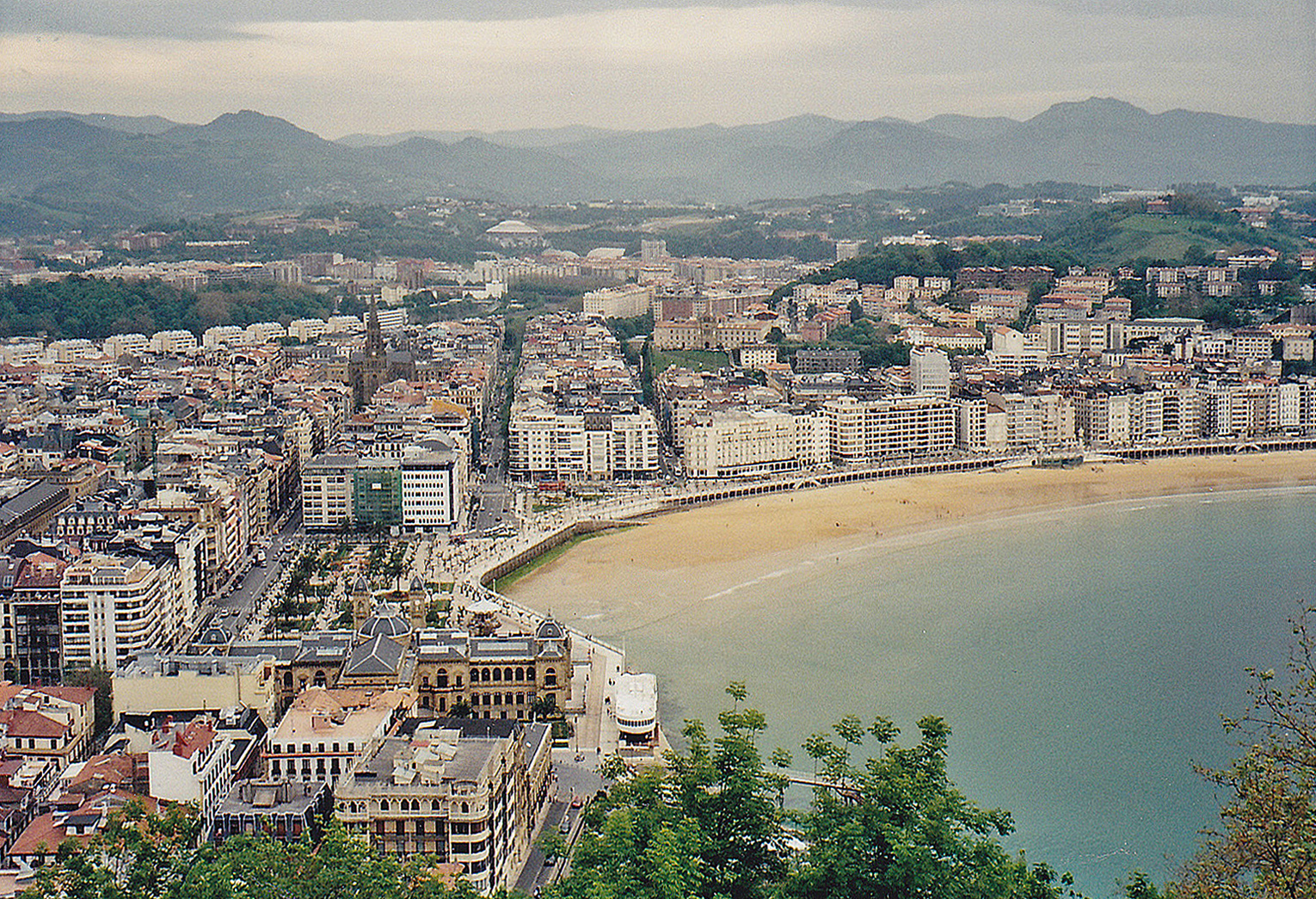
Uitzicht op het centrum van San Sebastian van de Urgull

De Urgull is een heuvel in het Spaanse Baskenland, aan de oever van de Cantabrische Zee, ingeklemd tussen de baai La Concha en de monding van de rivier Urumea. Aan de voet van de heuvel, op de landtong aan de zuidkant, ligt de binnenstad van San Sebastian. De heuvel met een hoogte van 123 meter doet dienst als stadspark. Op de top ligt het Castillo de la Mota, een complex van historische verdedigingswerken, met daarin 3 kapellen waarvan er één bekroond is met een twaalf meter hoog beeld van Jezus Christus. Het Castillo de la Mota wordt tegenwoordig gebruikt voor exposities. 
Aan de noord- en westkant wordt de heuvel omzoomd door de Paseo Nuevo, een soort boulevard die uitzicht biedt over de Atlantische Oceaan en de Baai van La Concha. Aan de voet, ten westen van de binnenstad, ligt de voormalige vissershaven en het aquarium.